# Peshawar International Airport

i8
i11
i13
Der Flughafen Peshawar (englisch Peshawar International Airport, IATA-Code: PEW, ICAO-Code: OPPS) ist ein internationaler Flughafen von Peschawar in Pakistan.

## Lage und Anfahrt
Der Flughafen liegt etwa drei Kilometer südwestlich der Innenstadt. Er ist etwa 180 km von Islamabad entfernt.
Mit dem Auto ist der Flughafen innerhalb von 10 Minuten vom Stadtzentrum aus zu erreichen, unter anderem über die Straße N5.

## Flugplatzmerkmale
Die Start- und Landebahn wird von einer Eisenbahnlinie gekreuzt.

## Militär
Zwischen den Jahren 1981 und 1991 wurde der Flughafen als Ausgangspunkt für Frachtflüge durch die Bundeswehr und durch den Bundesnachrichtendienst im Zuge der Operation Sommerregen nach Deutschland genutzt. Diese enthielten erbeutetes hochmodernes sowjetisches Kriegsgerät.

## Zwischenfälle
Laut ASN sind keine Unfälle in der Nähe des Flughafens bekannt. 1965 kamen 22 Personen beim Absturz einer Douglas C-47A auf dem Weg zum Flughafen Chitral ums Leben. Zwei weitere Zwischenfälle, mit in Peschawar gestarteten Flugzeugen, ereigneten sich 2001 und 2004, dabei waren jedoch keine Todesopfer zu beklagen.
Am 24. Juni 2014 wurde Flug 756 der Pakistan International Airlines bei der Landung beschossen. Dabei wurde eine Passagierin getötet, drei Flugbegleiter wurden verletzt. Das Flugzeug des Typs Airbus A310, das am Flughafen Riad gestartet war, wurde von sechs Kugeln getroffen, mindestens eine davon traf ein Triebwerk.